# 稻尾站

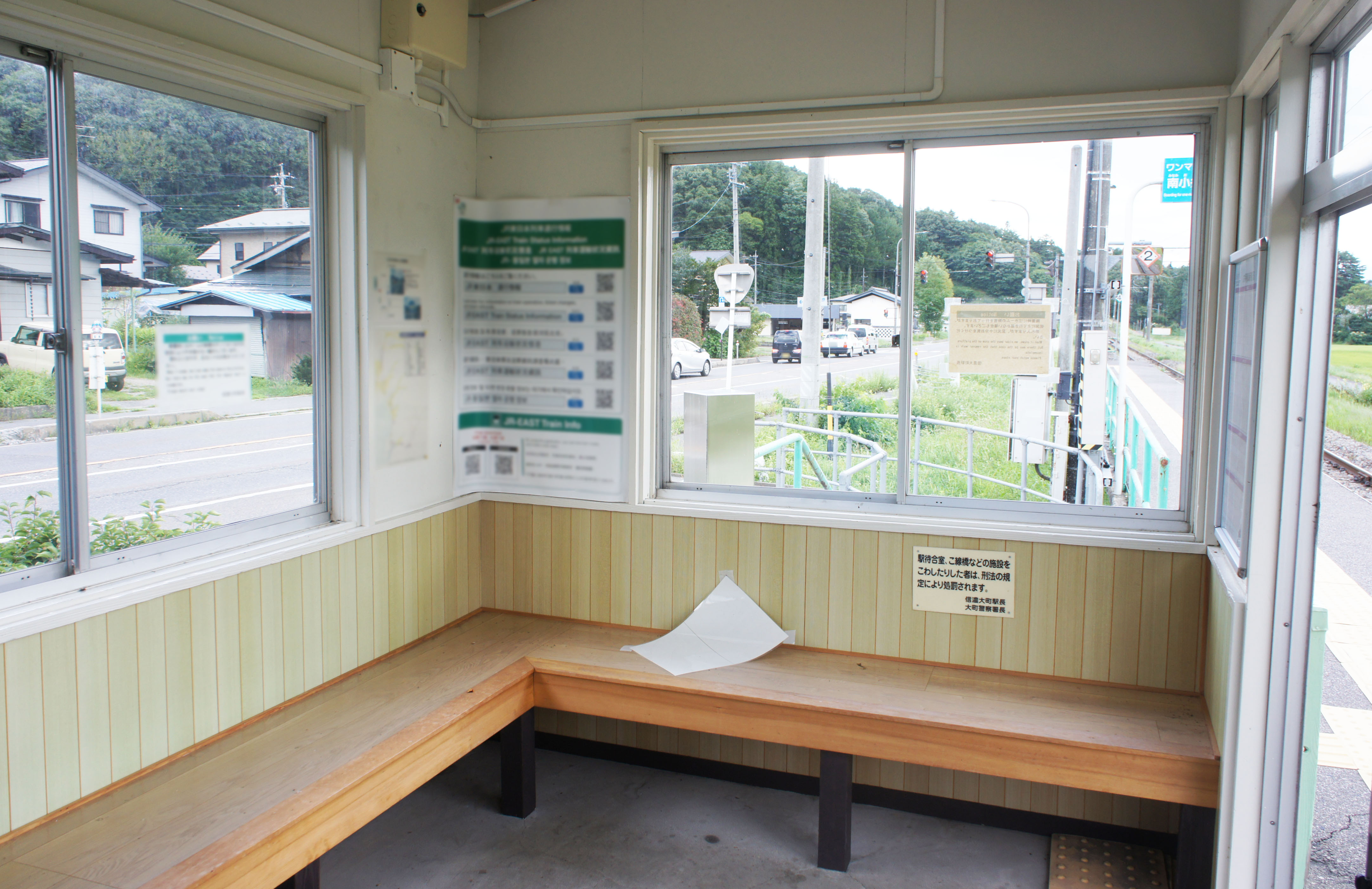
候車室內（2021年8月）

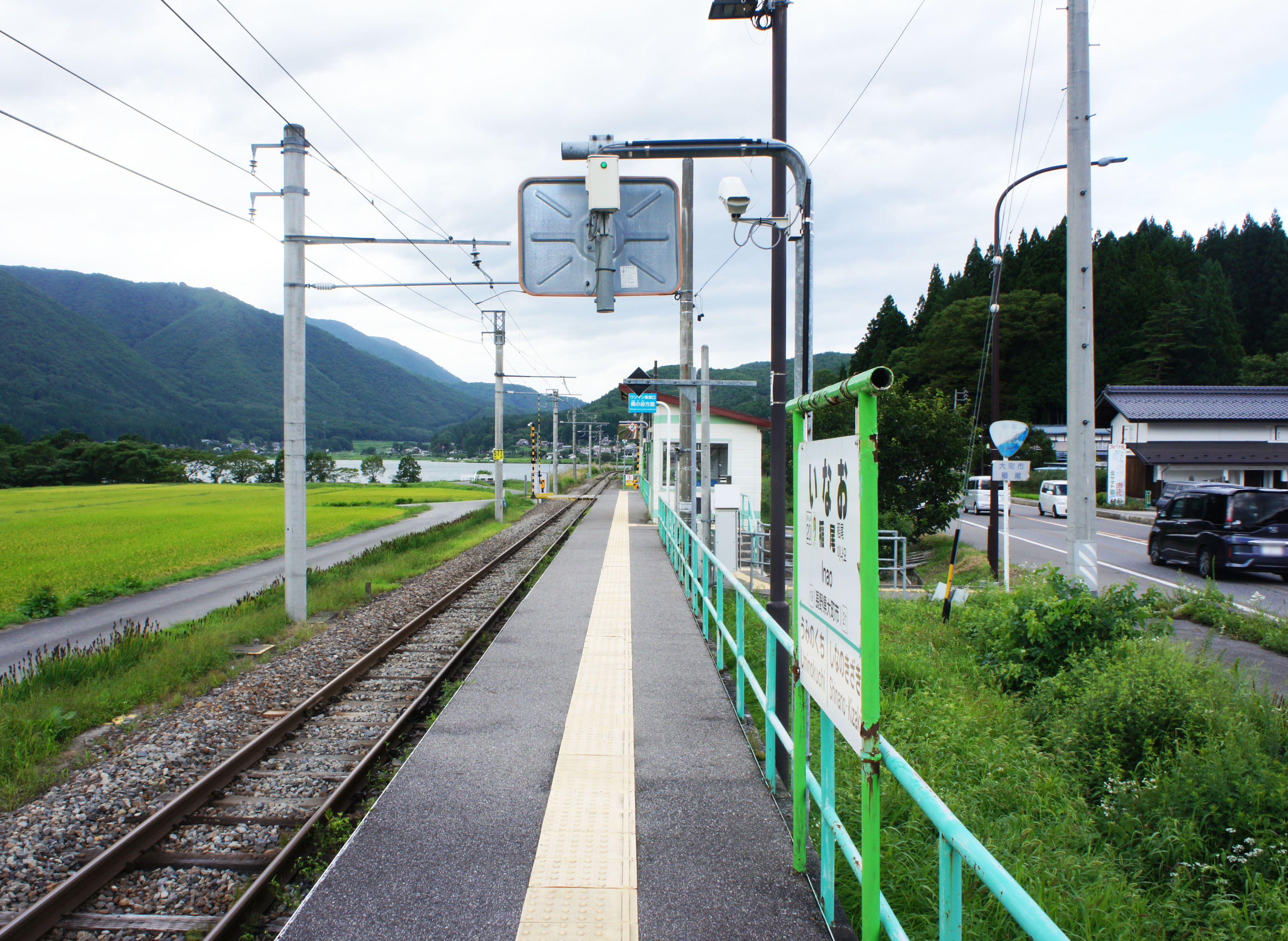
月台（2021年8月）

稻尾站（日语：／ Inao eki */?）是位於長野縣大町市平稻尾，東日本旅客鐵道（JR東日本）的大糸線車站。車站編號是20。

## 歷史
此站是經過當地居民請願後才建設的車站。
- 1960年（昭和35年）7月20日：國鐵開設此旅客車站[3]。
- 1987年（昭和62年）4月1日：伴隨國鐵分割民營化，車站由東日本旅客鐵道（JR東日本）營運[5][6]。
- 2014年（平成26年）
  - 11月22日：發生長野縣神城斷層地震，信濃大町站至糸魚川站之間暫停運行[新聞 1]。
  - 11月25日：信濃大町站至白馬站之間重開[新聞 2]。

## 車站構造
車站是一座地面車站，設有1面1線單式月台，不可進行列車交會。月台只可容納3卡車廂。若4卡車廂停靠此站，多出的1卡會停靠在車站鄰接北邊的平交道上。
此站是由信濃大町站管理的無人車站。

## 使用狀況
根據「長野縣統計書」，以下為1日平均乘車人次資料：
- 2007年度 - 6人[1]
- 2009年度 - 8人[1]
- 2010年度 - 6人[8]
- 2011年度 - 6人[4]

## 車站周邊
- 木崎湖（日语：木崎湖）[1]
- 國道148號（日语：国道148号）

## 巴士路線
大町市民巴士
- 白濱 - 中綱 - 海之口 - 稻尾 - 信濃木崎站 - 合同廳舍口 - 信濃大町站 - 綜合福祉中心

## 相鄰車站
東日本旅客鐵道（JR東日本）
■大糸線
快速
通過
普通
信濃木崎（21）－稻尾（20）－海之口（19）

## 注腳

### 報道發表資料
1. 1 2   (PDF) (新闻稿). 東日本旅客鉄道長野支社. 2016-12-07  [2016-12-08]. （原始内容 (PDF)存档于2016-12-08） （日语）.

### 新聞
1. ↑  “41人けが、全壊34棟 長野北部地震、余震70回に”. 中日新聞 (中日新聞社). (2014年11月24日)
2. ↑  “長靴姿で登校、大糸線が一部再開 県神城断層地震”. 中日新聞 (中日新聞社). (2014年11月26日)

## 外部連結
- 車站資訊（稻尾）：東日本旅客鐵道（日語）